# Retortillo
Retortillo – gmina w Hiszpanii, w prowincji Salamanka, w Kastylii i León, o powierzchni 64,57 km². W 2011 roku gmina liczyła 244 mieszkańców.